# Medaglia "Veterano del lavoro"
La medaglia "Veterano del lavoro" è stata un premio statale dell'Unione Sovietica.

## Assegnazione
La medaglia veniva assegnata per premiare una lunga e brillante carriera lavorativa.

## Insegne
- La medaglia era di tombac. Il dritto raffigurava falce e martello sopra la scritta "URSS" (Russo: «СССР») con raggi divergenti e un ramo di alloro, lungo la circonferenza inferiore e destra, un nastro con la scritta "VETERANO DEL LAVORO" (Russo: «ВЕТЕРАН ТРУДА»). Sul retro vi era la scritta su quattro righe "PER LAVORO LUNGO E BRILLANTE" (Russo: «ЗА ДОЛГОЛЕТНИЙ ДОБРОСОВЕСТНЫЙ ТРУД»).
- Il nastro era di tre tonalità di grigio con bordi bianchi. La striscia grigio chiaro era caricata di tre sottili strisce rosse.